# Polystichum scopulinum
Polystichum scopulinum är en träjonväxtart som först beskrevs av D. C. Eat., och fick sitt nu gällande namn av William Ralph Maxon. Polystichum scopulinum ingår i släktet Polystichum och familjen Dryopteridaceae. Inga underarter finns listade.